# Баррі Г'юз
Баррі Г'юз (англ. Barry Hughes, 31 грудня 1937, Карнарвон — 2 червня 2019, Амстердам) — валлійський футболіст, що грав на позиції захисника. По завершенні ігрової кар'єри — тренер.

## Ігрова кар'єра
Народився 31 грудня 1937 року у валлійському Карнарвоні. Вихованець футбольної школи «Вест-Бромвіч Альбіон».
Не пробився до головної команди англійського клубу, натомість знайшовши варіант розпочати дорослу кар'єру 1960 року в амстердамській команді «Блау-Віт». Згодом 
у 1963–1965 роках захищав кольори місцевого клубу «Алкмар '54».

## Кар'єра тренера
1965 року завершив виступи на футбольному полі, проте залишився у клубній системі «Алкмар '54», очоливши тренерський штаб команди.
1968 року тренер очолив команду «Гарлема» і протягом наступних двадцяти років незмінно безперервно працював у нідерландському футболі. Протягом цих років був головним тренером таких команд як «Гоу Егед Іглз», «Спарта» (Роттердам), «Утрехт», МВВ та «Волендам».
Останнім місцем тренерської роботи валлійця була «Спарта» (Роттердам), головним тренером команди якого він удруге був з 1986 по 1988 рік.
Помер 2 червня 2019 року на 82-му році життя в Амстердамі.